# Basklarinet
Basklarinet (také basový klarinet) je jednoplátkový dřevěný nástroj patřící do rodiny klarinetových nástrojů. Převážně je laděn v B (basové A klarinety se dnes takřka nepoužívají) a zní o oktávu níže než B klarinet.

## Stavba a funkce
Nástroj je vyráběn z grenadilly, je docela těžký, a proto má na spodní část připevněn bodec (podobně jako violoncello) sloužící k podpoře nástroje při hraní. Stejně jako ostatní klarinety je jeho trubice válcovitého tvaru.
Zatímco nejnižší znějící tón „běžného“ sopránového klarinetu je (malé) d, na basklarinet se dají zahrát i tóny (velké) Cis až kontra B, v závislosti na konstrukci nástroje. Hraní nejvyšších tónů záleží na schopnostech hráče, jako horní limit se udává (znějící) a², ale profesionálové dokážou zahrát i vyšší tóny (vyžaduje to především dovednou techniku nátisku).
Přestože se tónový rozsah basklarinetu blíží violoncellu, je nejčastěji notován v houslovém klíči, stejně jako sopránový klarinet. Někteří skladatelé ale upřednostňují zápis v basovém klíči, například Richard Wagner, Gustav Mahler nebo Dmitrij Šostakovič.

## Vývoj
Před vynálezem basklarinetu byl nejnižší nástroj klarinetové rodiny basetový roh. Kdy byl zkonstruován první basklarinet, je ale nejisté. Nejstarší popis pocházejí od G. Lotta z roku 1772 a Heinricha Grensera okolo roku 1793, přičemž jednodušší varianty tohoto nástroje se vyráběly i před rokem 1750.

## Použití v hudbě
Basklarinet je součástí symfonických, dechových i jazzových orchestrů, používá se i v komorní hudbě, například v klarinetovém kvartetu.
Koncert pro basklarinet a orchestr složili Josef Schelb, Thea Musgrave, Dietrich Erdmann a další; známými díly, kde má tento nástroj důležitou úlohu, jsou například:
- Petr Iljič Čajkovskij: Louskáček – Tanec švestkové víly
- Maurice Ravel: Španělská rapsodie
- Richard Wagner: Valkýra; Tristan a Isolda – sóla pro basklarinet
- Arnold Schönberg: Pelleas a Melisanda
- Dmitrij Šostakovič: 6. symfonie – duet pro flétnu a basklarinet

Basklarinet se také hodně využívá v jazzu, prvním významným sólistou byl Eric Dolphy. Dalšími hráči na tento nástroj jsou David Murray, John Surman, James Carter aj., stejně jako většina jazzmanů se nespecializují pouze na tento nástroj a hrají i na klarinet a saxofon.